# Vasco Live 2025
Il Vasco Live 2025 è una tournée del cantautore italiano Vasco Rossi, che si svolge in sette stadi italiani dal 26 maggio 2025 al 28 giugno 2025. Inizialmente previste sei tappe, con due date ciascuna, sono state aggiunte successivamente due date allo Stadio Comunale di Bibione: la prima è il soundcheck ufficiale, aperto solo agli iscritti al fan club, e la seconda la data zero.

## Date
| Data              | Città             | Luogo                         | Biglietti venduti | Note                             |
| ----------------- | ----------------- | ----------------------------- | ----------------- | -------------------------------- |
| 26 maggio 2025    | Bibione           | Stadio Comunale               | 21 000            | Soundcheck riservato al fan club |
| 27 maggio 2025    | Bibione           | Stadio Comunale               | 27 000            | Data zero                        |
| 31 maggio 2025    | Torino            | Stadio Olimpico Grande Torino | 36 000            |                                  |
| 1º giugno 2025    | Torino            | Stadio Olimpico Grande Torino | 36 000            |                                  |
| 5 giugno 2025     | Firenze           | Visarno Arena                 | 65 000            |                                  |
| 6 giugno 2025     | Firenze           | Visarno Arena                 | 65 000            |                                  |
| 11 giugno 2025    | Bologna           | Stadio Renato Dall'Ara        | 38 500            |                                  |
| 12 giugno 2025    | Bologna           | Stadio Renato Dall'Ara        | 38 500            |                                  |
| 16 giugno 2025    | Napoli            | Stadio Diego Armando Maradona | 50 000            |                                  |
| 17 giugno 2025    | Napoli            | Stadio Diego Armando Maradona | 50 000            |                                  |
| 21 giugno 2025    | Messina           | Stadio San Filippo            | 40 000            |                                  |
| 22 giugno 2025    | Messina           | Stadio San Filippo            | 40 000            |                                  |
| 27 giugno 2025    | Roma              | Stadio Olimpico               | 65 000            |                                  |
| 28 giugno 2025    | Roma              | Stadio Olimpico               | 65 000            |                                  |
| Totale spettatori | Totale spettatori | Totale spettatori             | 637 000           |                                  |

## Scaletta
Come ogni anno viene scelto un tema in comune per tutta la scaletta. Per questo tour, il tema del concerto è la vita. Per la prima dal 2003 è stata riproposta Vita spericolata in versione integrale. Inoltre sono rientrati in scaletta pezzi come Valium, Vivere non è facile e Io perderò.
1. Intro
2. Vita spericolata
3. Sono innocente ma...
4. Manifesto futurista della nuova umanità
5. Valium
6. Vivere
7. Mi si escludeva
8. Gli spari sopra
9. Quante volte
10. Ed il tempo crea eroi
11. Un gran bel film
12. Vivere non è facile
13. Interludio 2025 / Echo Lake
14. Buoni o cattivi
15. Basta poco
16. Siamo qui
17. C'è chi dice no
18. Io perderò
19. La strega (la diva del sabato sera) / Cosa vuoi da me / Vuoi star ferma! / Tu vuoi da me qualcosa / Una canzone per te / Va bene, va bene così
20. Rewind
21. E adesso che tocca a me
22. Senza parole
23. Sally
24. Se ti potessi dire
25. Siamo solo noi
26. Canzone
27. Albachiara

Nelle due date di Napoli è stata anche eseguita prima di Albachiara Je so' pazzo come omaggio a Pino Daniele.